# Sørup Station (Slesvig)
|  | For stationen på Fyn, se Sørup Station. |
Sørup Station (tysk: Bahnhof Sörup) er en tysk jernbanestation i landsbyen Sørup i delstaten Slesvig-Holsten i det nordlige Tyskland. Stationen ligger på jernbanestrækningen Kiel–Flensborg og åbnede i 1881 . Stationsbygningen er tegnet af arkitekten Heinrich Moldenschardt.